# Синди Кроуфорд
Синтия Ан Кроуфорд (на английски: Cynthia Ann Crawford), по-известна като Синди Кроуфорд (на английски: Cindy Crawford), е американски модел. Нейна запазена марка остава малката бенка точно над устните. Кроуфорд краси кориците на стотици списания. Тя е обявена за № 3 на 40 най-горещите знаменитости на VH1 за 90-те години. Нейният успех като модел я прави знаменитост, което от своя страна ѝ осигурява роли в телевизията и киното.

## Детство
Кроуфорд е родена в Дикалб, Илинойс, в семейството на Дженифър Сю Кроуфорд Молъф и Джон Кроуфорд. Открита е на 16-годишна възраст от фотограф. Той забелязал Синди и след като ѝ направил снимка, която получава само положителни отзиви, започва да убеждава Синди, че трябва да стане модел. Година по-късно започва да работи в престижната модна агенция „Elite Model Look“.
Кроуфорд завършва гимназия в Дикалб през 1984 г. с отличие. Тя печели академична стипендия да изучава инженерна химия в Северозападния университет. Кроуфорд обаче напуска университета, за да започне кариера като модел. След като работи за фотограф Виктор Скребнески в Чикаго, Синди се мести в Манхатън през 1986 г. и подписва договор с модна агенция „Elite New York“.

## Кариера
През 80-те и 90-те години Синди е сред най-известните супермодели и е на кориците на много модни списания, сред които са Vogue, People, Elle, Cosmopolitan и Allure. Също така участва в много модни кампании, сред които са Versace, Escada, Revlon, Maybelline и Clairol.
През 1990 г. участва във видеоклипа на Джордж Майкъл „Freedom“ заедно с други супермодели – Кристи Търлингтън, Наоми Кембъл и Линда Еванджелиста.
Синди създава 3 видеоклипа с упражнения, които всеки може да изпълнява самостоятелно вкъщи, за да влезе във форма.
През юли 1988 година Синди Кроуфорд се снима гола за списание „Playboy“, а през октомври същата година отново позира без дрехи за еротичното издание.
Синди Кроуфорд е висока 178 см. Мерките ѝ са 86-66-91. Тежи 59 кг.
Синди е на 5-о място в класацията „100-те най-сексапилни звезди“ на сп. „Playboy“. През 2002 година е включена в класацията „50-те най-красиви хора на планетата“ от сп. „People“.

### Край на кариерата
Кроуфорд прекратява кариерата си през 2000 г. През 2005 година пуска на пазара козметична линия. Самата Синди признава, че редовно се възползва от услугите на пластичната хирургия, като си инжектира ботокс и витаминни инжекции за изглаждане на бръчките по цялото тяло. През същата година Кроуфорд лансира собствена линия мебели за дома „Cindy Crawford Home Collection“.

## Личен живот
Кроуфорд е омъжена за актьора Ричард Гиър от 1991 до 1995 г., след което се развеждат. Синди няма деца от този брак. През 1998 се омъжва за Ранди Гърбър, от когото има две деца.